# Wicklow Mountains Nationalpark
Wicklow Mountains Nationalpark (Irsk Páirc Náisiúnta Sléibhte Chill Mhantáin) er et 205 km2 stort beskyttet område i Irland, og er en af seks nationalparker i landet. Parken strækker sig gennem County Wicklow samt små områder i det sydlige Dublin og Dún Laoghaire-Rathdown i County Dublin. Parken ligger i Wicklow-bjergene et stykke syd for Dublin. Den indeholder en række attraktioner, der er populære blandt byboere, der søger rekreation, og områder besøgt af turister og historieentusiaster.

## Glendalough
Blandt de historiske steder er Glendalough, som har en række klostre fra tidlig middelalder med relation til Kevin af Glendalough, en eremitpræst. Andre steder omfatter uddannelsescentret i Bolger's Cottage, på Miners' Road ved Upper Lake, Glendalough og rester af nogle minelandsbyer.

## Aktiviteter og miljø
Fritidsaktiviteter tilgængelige i parken omfatter vandreruter, klatring, roning, dykning, begrænset svømning og fiskeri. Motorturister kan tage R756-vejen, som går gennem passet Wicklow Gap. En anden naturskøn kørerute følger den historiske Military Road, betegnet R115, fra Dublin Hills mod syd gennem midten af bjergene til landsbyen Laragh.
De mange forskellige habitater fundet i parken veksler mellem højmose, løvfældende skov, nåletræer skove, højlandet græsarealer, hede, udsatte klippefyldte områder og ur. Talrige plantearter, herunder klokkeskilla, skovsyre og anemoner, frytle, bregne, engelsød og forskellige arter af mos er fundet. Blandt de almindelige træer i parken er kristtorn, hassel og røn.
Blandt de beskyttede arter i parken er flere arter af flagermus, sjældne oddere og ni truede eller internationalt vigtige fuglearter, herunder blå kærhøg, vandrefalk og sangsvane.

## Parkens historie og forvaltning
Efter at have været foreslået i mange år, blev etableringen af parken annonceret af regeringslederen Charles Haughey i 1988, ved Glendalough. Parken åbnede officielt i 1991 og forvaltes af National Parks and Wildlife Service. Parkens personale har ansvaret for naturpleje, fremme af forskning og uddannelse, offentlig sikkerhed og facilitering af gode relationer mellem parken og de omkringliggende samfund. I maj 2009 blev den udvidet med 28,33 km2 I 2016 købte staten yderligere 19,83 km2 fra en privat jordejer. Området går fra Kippure ned til Glenasmole Valley og Bohernabreena Reservoir, og blev føjet til Wicklow National Park.